# Nygärde tegelbruk
Nygärde tegelbruk var ett tegelbruk som var beläget 7 km väster om Kalmar. Tegelbruket anlades år 1899 med en ringugn. År 1906 tillverkades 4 miljoner tegel. År 1912 ökade arbetsstyrkan till 75 man. År 1939 tillverkades 3 miljoner murtegel, 1 miljoner tvåkupiga strängtaktegel, 300.000 enkupiga strängtaktegel, 200.000 falstaktegel och 900.000 tegelrör. Bruket tillverkade både glaserat och oglaserat taktegel. Produktionen slutade år 1953 efter en brand.